# Мохова вулиця (Київ)
Мохова ву́лиця — зникла вулиця, що існувала в Дніпровському районі міста Києва, місцевість Куликове. Пролягала від Крайньої вулиці до тупика.

## Історія
Вулиця виникла наприкінці 70-х років XX століття під назвою Нова. Назву Мохова вулиця набула 1980 року.
Ліквідована наприкінці 1980-х — на початку 1990-х років у зв'язку з переплануванням.